# علي بن مجثل
علي بن مجثل اليزيدي المغيدي الملقب -ابن ترابة- أحد أبرز الشخصيات السياسية في جنوب الجزيرة العربية في القرن الثالث عشر الهجري، ملك عسير وتهامة (اليمن)، وهو أمير عسير وألمع ، وقائد الثورة الشعبية في عسير لمناهضة الأتراك والتي قادها مع أخيه لأمه وابن عمه  الشيخ سعيد بن مسلط اليزيدي المغيدي، وكان قائد جميع العمليات العسكرية التي تمت ضد قوات محمد علي باشا في عسير حتى وفاته.

## مولده ونشأته
لم تحدد المصادر تاريخ ولادة هذا الأمير ولكن بعض تلك المصادر تؤكد أنه كان من المخضرمين الذين أدركوا عصر آل سعود -الأول- بالبلاد،  وهذا يدل على أن ولادته كانت في أواخر القرن الثاني عشر الهجري.

## حضوره السياسي قبل الإمارة
لقد شكل الأمير علي بن مجثل دوراً تاريخياً جسيماً في عسير طوال العقد الرابع من القرن الثالث عشر الهجري لكن أدواره السابقة عن إمارته كانت مفصلية وهامة إذ لعب دوراً بارزاً في تاريخ عسير السياسي والعسكري قبل تسلمه الأمر أيام أخيه سعيد وأيام إمارة آل المتحمي. ومن أعماله قبل إمارته:
1. آزر الأمير محمد عامر المتحمي في نشر الدعوة السلفية.[10] بل كان من قادتها.[11] ولاغرابة فالعسيريون تابعون لمذهب الإمام محمد بن إدريس الشافعي غير أن دعوة محمد بن عبد الوهاب حلت محل الرضى والقبول في عسير.[12]
يقول الأمير علي بن مجثل في إحدى رسائله: إن الدين وسط بيننا وبين من أدّعاه، ولا يظهر المتابعة فيه إلا البينة، وبينتهُ ماكان عليه محمد صلى الله عليه وسلم وأصحابه في زمنهم، والبدعة ما أُحدث بعدهم..[13]
2. كان من المعدودين ضمن جيش الأمير طامي بن شعيب المتحمي الذي قاوم جيش محمد علي شهر صفر من عام 1230هـ1815م[14] بل يعتبره بعض المؤرخين القائد العام لجميع تلك العمليات العسكرية.[15] اتضح ذلك جلياً في المواجهات اللاحقة بين العسيرين والأتراك التي كان من أهمها معركة عتود التي وقعت في شهر رجب من عام 1238هـ.[16] وتم فيها النصر فكانت بمثابة نجاح الثورة العسيرية ضد الهيمنة العثمانية.
3. الأمير علي بن مجثل هو العامل الرئيس في المبادرة بعقد الاتفاق مع شريف أبو عريش الشريف حمود أبو مسمار عام 1232هـ. للتصدي للعثمانيين وحملاتهم المتوالية على عسير[8] وقد حققت عسير بفضل ذلك الاتفاق العديد من المكاسب السياسية والعسكرية الهامة.[17]
4. قيادة الثورة العسيرية ضد العثمانيين: جميع الوثائق والمصادر تجمع على أن قائدي الثورة في عسير هما سعيد بن مسلط وعلي بن مجثل[18] والتي بدأت في شهر رجب من عام 1238هـ. وانتهت بالاستقلال عن الهيمنة العثمانية بعد أكبر انتصار عسكري تحقق على قوات محمد علي باشا عام 1240هـ.[19]

لقد صنعت هذه السنين الطوال التي عاصرها علي بن مجثل منه شخصية متمرسة ذات خبرة عالية، تمكنت من امتلاك العديد من التجارب على المستويين العسكري والسياسي.

## إمارته وأبرز سمات حكمه
برز دور الأمير علي بن مجثل على نحو تصاعدي مع الوقت، إذ لم يحن تأسيس الأمير سعيد بن مسلط لإمارته في عسير، حتى غدت بعض المصادر والوثائق العثمانية تعتبر الأمير علي بن مجثل الأمير الفعلي لعسير، بل إن ثمة العديد من الرسائل في عهد الأمير سعيد كانت تحمل توقيعات الأمير علي بن مجثل. وبعضها كان مشتركاً يحمل توقيعات كلا الأميرين وهذا بلا ريب يحيل إلى مدى نفوذه شبه المطلق أثناء حكم أخيه ولذا ما كادت أخبار وفاة الأمير سعيد بن مسلط في 22 صفر 1242هـ تنتشر بين العسيرين حتى أقبلوا على مقر الإمارة لمبايعة ابن عمه علي بن مجثل.

وتعد إمارة علي بن مجثل غرة في تاريخ عسير بل هي بداية العصر الذهبي لتاريخ عسير إذ اتسم حكم ابن مجثل لإمارة عسير بالهدوء والاستقرار واتصف بناء إمارته بالحكمة والدهاء بعدما استطاع أن يحررها من السيطرة التركية.

لقد كان عادلاً ذا سيرة حسنة بمنزلة رفيعة من الدين والورع، اشتهر بتسامحه وحبه للعلم والعلماء ولذا فإنه ماكاد يتولى الأمر في عسير حتى أخذ في تقدير العلماء والاستفادة منهم في مهام الحكم وفصل الخصومات فازداد بذلك عزاً وقوة بل يمكن القول إن الأمير علي بن مجثل كان من أبرز أمراء آل يزيد دعماً للعلم وتقديراً للعلماء حيث أنعكس هذا الدعم والتقدير على الواقع الفكري والعلمي في عسير بصورة إيجابية فكثرت المدارس في عهده. نتيجةً للاستقرار الذي ساد البلاد وأصبح للدولة هيبة عظيمة في عهده. وكانت مدة ولايته كما يصفها بعض المؤرخين كلها خيرات وبركات.

كما أنه سياسيٌ بارع، ذا حزم ودهاء، موصوفاً بالشجاعة والإقدام والثبات في الحروب بسط سيطرته على تهامة اليمن ووضع يده على أهم موارد اليمن الاقتصادية واستطاع ملئ الفراغ السياسي في المنطقة. ولا عجب إذا علمنا أن تعداد جيشه أكثر من أربعين ألف مقاتل وحينما وصف أحد المؤرخين مسير علي بن مجثل لاستعادة أراضي اليمن من الأتراك قال: فلما صار اليمن في أيديهم مضافاً إلى تهامة نجَم نجم الدبور وزالت أيام الأنس والسرور وخرج ابن مجثل من الحجاز بقومٍ لا قد خرجت مع أحد كالجراد الناثر فرجعوا الترك إلى المخادر وأعدوا واستعدوا فلما قرب منهم النجدي (يلقب ابن مجثل بالنجدي لتمسكه بالدعوة السلفية وعلاقته المتينة مع أئمة الدولة السعودية الثانية)جمع أصحابه خارج المخا وخطبهم خطبةً عظيمة وحرضهم على الجهاد
.
ويضيف بعد وصفهِ لاستبسال ذلك الجيش وقوته: ولما رأوا ذلك الترك فشلوا واندهشوا فتركي بلماز كبيرهم والبعض منهم عبروا البحر والبعض في البندر قتلوا جميعاً وملك عسير وتهامة وارتفع ابن مجثل وجعل عليها أمراء من تحته ولقد أجادوا أهل عسير جودة ما قد أحدٍ أجادها فيما تقدم ولا تقع فيما تأخر وصاحوا للناس بالأمان 

وقد كانت هذه الأخلاق النبيلة تميز جيش ابن مجثل حيث قيل في إحدى حملاته 1246هـ: ولم يكن يصدر من أصحابه نهب ولا قتل لأحد، وقيل: كان مظهراً الدين والأمان

بل إن شخصية علي بن مجثل نفسه كانت شخصيةً متسامحةً حيث ذكر أحد الرحالة الغربيين أنه قد عفا عن بعض الجنود العثمانيين حين اعلنوا استسلامهم في إحدى المعارك ويرجع أحد المؤرخين ذلك إلى خصال المرؤة والشهامة والعفو عند المقدرة التي تحلى بها الأمير كما أنه أعتاد غالباً عرض الصلح والسلام قبل القيام بأي عمل عسكري يتجلى ذلك من خلال حملاته على أبو عريش وحملته إلى وادي مور وكذلك مفاوضاته مع الأتراك قبيل دخوله مدينة زبيد اليمنية.

أما تلك القوة التي يمتلكها ابن مجثل فقد كانت مصدر قلق وإرباك لمحمد علي باشا وقواته حتى بات يخشى أن يبسط ابن مجثل يده على الأراضي المقدسة في مكة المكرمة، خاصةً وقد التجأ إلى ابن مجثل عدداً من أكابر أشراف مكة المكرمة المعارضين لسياسة حكومة الحجاز والقاهرة فاستقبلهم وأكرمهم وأحسن نزلهم.

ولما كان علي بن مجثل هو سيد الموقف في تلك المرحلة لم يكن بيد محمد علي باشا سوى حث عدداً من الشخصيات للكتابة لابن مجثل لتحذيره وثنيه عن التقدم إلى بلاد اليمن.

إلا أن ابن مجثل لم يعبأ بشيء من ذلك واستعاد تلك الأراضي وبسط سيطرته عليها مما حدا بالإمام اليمني بعد ذلك المبادرة بالاتصال بأمير عسير وبعث إليه رسولاً يحمل عدداً من الهدايا كالسيوف والخيول اعترافاً بنفوذه وبقوته السياسية والعسكرية. كما كان رد الأمير ابن مجثل على تلك المبادرة أن بعث برسالة جوابية مصحوبة بعدد من الهدايا.

كل ذلك إضافة إلى حسن استغلاله للظروف المحيطة به ساعد ابن مجثل ليصبح أقوى رجل في المنطقة وبالتالي وصلت عسير إلى أقصى توسع لها، وأصبح نفوذها يمتد من الطائف شمالاً حتى مخا المرفأ القريب من باب المندب وجهات عدن في الجنوب ومن البحر الأحمر وجزر دهلك الإرترية غرباً وإلى وادي الدواسر في الشرق ونجران في الجنوب الشرقي تحت سيادة بلاد عسير.

## أقوال المؤرخين وانطباعاتهم
لقد حظيت شخصية الأمير علي بن مجثل بإعجاب العديد من المؤرخين والمعاصرين لها وحازت على انطباعات حسنة في المصادر فمن ذلك:
- قول المؤرخ العلامة الشيخ حسن بن أحمد الضمدي (عاكش): كان هذا الأمير فيه شجاعة واقدام ولاحظته السعادة في النقض والإبرام وما توجه لبلدٍ إلا حصلت له الفتوح. واستطالت يده إلى تخوم الطائف وافتتح اليمن بمن معه، واستولى على المخا وتلك الجهات وجرت بينه وبين الأشراف وغيرهم من الأتراك حروب كانت العاقبة له.[54]
- قول المؤرخ الشهير عثمان بن عبد الله بن بشر: كان في الغاية من الشجاعة والديانة.[57]
- قول المؤرخ الشيخ عبد الله بن علي بن مسفر: كان أهل دين وتقوى ورجل شجاعةٍ وحرب، سار بالناس سيرةً حسنة وقد بذل كثيراً من المال في سبيل المبرات.[58]
- قول الشيخ هاشم النعمي: كان على جانب من العلم والدهاء القبلي والسيرة الحسنة والعدل مع ما كان يتصف به من الشجاعة والاقدام ولحسن دهائه العشائري استطاع أن يجمع أهل قطره على محبته.[59]
- قول أستاذ التأريخ بجامعة الملك سعود الدكتور محمد بن عبد الله آل زلفة: نال شهرة واسعة في الداخل لعدله وسيرته الحسنة في رعيته وفي الخارج لإقدامه وحنكته السياسية.[30]
- قول المؤرخ الأستاذ الدكتور عبد الله بن محمد أبو داهش: كان على دراية علمية مناسبة إذ قيل بأنه كان يجيب على أسئلة مواطنيه الدينية ويعتاد صحبة العلماء. ويقول: اتسم عهده بوضوح العقيدة وسلامتها من لوث البدع والمعتقدات الباطلة.[26]
- أما المؤرخ محمد رفيع فإنه يرى بأن هذا الأمير كان بالنسبة للعسيريين سعيد الطالع ميمون النقيبة.[60]
- الرحالة الفرنسي موريس تاميزيه الذي عاصره وصفه في كتابه (رحلة إلى بلاد العرب) بأنه كان حكيمًا ذكيًا[61]

## بعض أعماله
من أهم القرارات الإدارية التي اتخذها الأمير علي بن مجثل هو بناء قلعة المفتاحة كأول قلعة حكومية بأبها، وبالتالي اتخاذ أبها عاصمة لإقليم عسير، وقد سميت القلعة بالمفتاحة تيمناً بفتوحاته العظيمة التي شهدتها بلاده أثناء فترة حكمه، كما يطلق عليها أيضاً قصر النصر، وقد اشتملت على دارٍ للضيافة، وهي غنية المكان بسبب قربها من منابع المياه في وادي أبها وكثرة بساتينها التي تُسقى مباشرة من الوادي القريب منها بواسطة قنوات ري منظمة. كما يشير أحد الرحالة إلى أن ثمة قلاعاً في خميس مشيط بنيت أيضاً لأغراض حربية، وأعطى وصفاً دقيقاً لجماليات إحدى تلك القلاع.

كما ابتنى قلاعاً كثيرة في أماكن متفرقة من بلاده الواسعة، فقد اختط عدداً من المعاقل والحصون في بلدة السقاء (المقر الرئيسي لابن مجثل) وعدة حصون في ريدة، كما أتم بناء جامع ريدة التاريخي، وابتنى قلعة دار النصر في مدينة أبو عريش، كما أذن ببناء قصر الشريف التاريخي بمدينة صامطة. كما حفر البئر المشهورة بين خبت البقر ووادي بيش التي تسمى الآن «بئر علي» ولاتزال قائمة إلى الآن، مورداً عذباً لمن يرتاد تلك الأماكن.

## وفاته
عاد أمير عسير (علي بن مجثل) من اليمن في آخر شهر شعبان 1249هـ لكنه لم يعد إلا مريضاً حيث وصل إلى السقاء محمولاً على أكتاف الرجال، ولازمه المرض حتى توفي في الثاني عشر من شهر شوال من العام نفسه يقول الحفظي معلّقاً على وفاة الأمير علي بن مجثل: (كان محسنأ في إمارته فجبلت القلوب على محبته ومن ثم كأن الرعية لم تصب بمثل مصيبته). توفي بعد حياة سياسية بدأت بالكفاح والنضال ضد الهيمنة العثمانية وانتهت بعد أن ترك إمارة عسير إمارة قوية ذات سيادة ومنعة.

## أبناؤه
خلف الأمير علي بن مجثل ثلاثة من الأبناء وهم:
1. عبد الله: وهو من أشهر رجالات الأمير عائض بن مرعي اليزيدي[74] بل إن الأمير عائض قد أوصى بالإمارة إليه إلا أنه لم يقبل.[75]
وقد انحصرت ذرية الأمير علي بن مجثل في بني عبد الله بن علي بن مجثل. وهم حالياً آل مجثل أو آل ترابة القاطنون ببلدة السقاء في عسير.
2. سعيد: توفي عام 1261هـ - 1845م في عهد الأمير عائض بن مرعي اليزيدي.[76]
3. محمد: كان من قادة عسير المعدودين عند حصار ريدة حيث قتل في تلك المعركة مع الأمير محمد بن عائض بن مرعي عام 1288هـ - 1871م.[77][78][79]